# Alexander Winton
Alexander Winton (20 de junio de 1860 - 21 de junio de 1932) fue un ingeniero industrial, diseñador e inventor estadounidense de origen escocés. Se dedicó a la fabricación y mejora de bicicletas, automóviles y de motores diésel, participando como piloto de carreras en numerosas pruebas.

## Vida
Winton nació en Grangemouth, Escocia. Su padre (también llamado Alexander) era ingeniero naval, y el joven Alexander siguió la profesión de su padre. Emigró a los Estados Unidos en 1879. Durante tres años trabajó en la empresa Delameter Iron Works y posteriormente otros dos años como ingeniero naval de buques oceánicos.

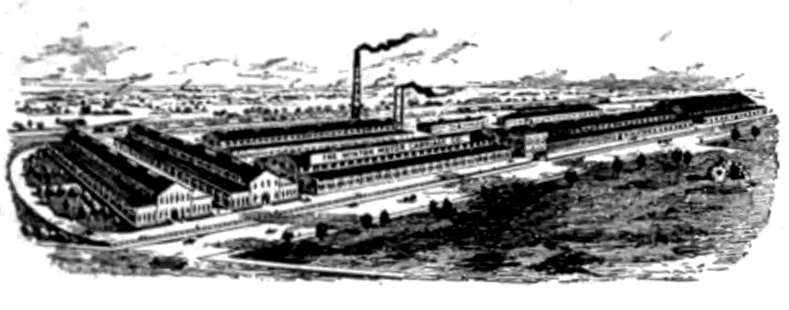
La empresa Winton Motor Carriage Company contaba con una factoría que ocupaba 13 acres (5,2 ha) y daba empleo a 1200 trabajadores en 1903

En 1891, fundó la Winton Bicycle Co., y en 1897 la Winton Motor Carriage Company. Sus coches eran fabricados a la medida; en 1898 vendió uno de sus automóviles por 1000 dólares. En 1901 fue derrotado por Henry Ford en una carrera de coches disputada en Grosse Pointe (Míchigan).
Cuando comenzó a fabricar automóviles, quería poder enviarlos directamente a los clientes sin añadirles kilometraje. Para ello, desarrolló un transporte de automóviles para ser usado por su empresa, aunque pronto comenzó a vender estos transportes a otros fabricantes. Fueron el primer diseño de un camión semirremolque.
La Winton Motor Carriage Company creció rápidamente después del cambio de siglo. En 1902 se construyeron tres naves y se añadieron otras cuatro en 1903. La empresa empleaba a 1200 trabajadores en 1903.
Winton fue un miembro importante de la Association of Licensed Automobile Manufacturer (ALAM), una organización originalmente formada para defender a la incipiente industria automotriz contra la demanda iniciada por George B. Selden y la Electric Vehicle Company (Compañía de vehículos eléctricos).
Winton fue un inventor prolífico, con más de 100 patentes en el campo de los automóviles y motores. También registró varias invenciones importantes para las bicicletas. Era conocido por permitir el libre uso de sus patentes cuando se trataba de una cuestión de seguridad.

### Carrera como corredor automovilístico

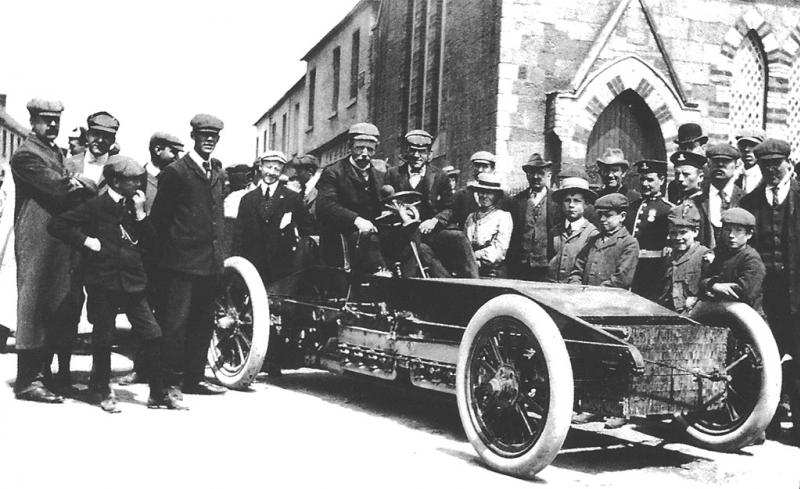
Winton en el Trofeo Gordon Bennett disputado en Athy, Irlanda (1903)

Winton fue un pionero en reconocer que las carreras eran un medio primordial para promover su negocio de automóviles, tanto por la atención del público que estas carreras obtuvieron como por el enfoque en la innovación técnica. En 1901 disputó una de sus primeras carreras famosas, en la que fue derrotado en 1901 por Henry Ford. En 1902 construyó el primero de los tres coches  de carreras de encargo, que nombró como 'Bullet'(bala). El Bullet N.º 1 fue el primer coche en ganar una carrera oficial en Daytona Beach, Florida. El Bullet N.º 2 fue construido para la Copa Gordon Bennett, disputada en Irlanda en 1903. Fue uno de los primeros automóviles con motor de 8 cilindros. Sufrió dificultades mecánicas y no completó la carrera, aunque después de ser traído de regreso a los Estados Unidos Barney Oldfield pilotó el coche y lo llevó cerca del récord de 80 millas por hora (128,7 km/h) en Daytona. Winton se retiró de las carreras, pero construyó un Bullet N.º 3 con el que Oldfield corrió alrededor de los Estados Unidos en su famosa prueba.

### Familia
Se casó con Jeanie Muir McGlashan (fallecida en 1903) en 1883; tuvieron seis hijos: Helen, James, Agnes, Jeanie, Cathrine y Alexander.  Se casó con LaBelle McGlashan (murió en 1924) en 1906; tuvieron dos hijos: LaBelle y Clarice. Se casó en terceras nupcias con Marion Campbell en 1927 y se divorció en 1930; y en 1930, se casó con Mary Ellen Avery.

## Legado
- Fue incluido en el salón de la fama del automóvil (Automotive Hall of Fame) en 2005,[8]
- Figura en el salón de la fama de los inventores (National Inventors Hall of Fame) desde 2006.[2]
- El Condominio Winton place, localizado en Lakewood, Ohio, fue construido en 1962 en el mismo lugar donde se encontraba su mansión.[9]